# Mesquita d'Omar (Betlem)
La mesquita d'Omar és l'única mesquita de la Ciutat Vella de Betlem, situada enfront de la Basílica de la Nativitat.

## Història
La mesquita fou construïda el 1860 en terrenys cedits per l'Església ortodoxa grega. Està dedicada al califa Úmar ibn al-Khattab, que va conquerir Jerusalem i arribà a Betlem l'any 637. Segons la llegenda, a petició del patriarca Sofroni de Jerusalem, el califa hauria resat a la basílica en aquesta ocasió, a l'absis meridional que té precisament l'orientació cap a la Meca. Segons la tradició, Úmar donà a Sofroni una escriptura, anomenada «pacte d'Úmar», en virtut del qual els musulmans havien de venir a resar en aquest lloc només un a un, sense ajuntar-s'hi en grups per a la pregària i sense fer-hi l'àdhan (crida a l'oració pel muetzí).
La mesquita va ser renovada a la dècada dels 1950.